# Siemens Open 1997
Il Siemens Open 1997 è stato un torneo di tennis facente parte della categoria ATP Challenger Series nell'ambito dell'ATP Challenger Series 1997. Il torneo si è giocato a Scheveningen nei Paesi Bassi dal 14 al 20 luglio 1997 su campi in terra rossa.

## Vincitori

### Singolare
Ionuț Moldovan ha battuto in finale  Salvador Navarro con il punteggio di 3–6, 7–5, 6–2

### Doppio
Álex Calatrava /  Tom Vanhoudt hanno battuto in finale  Raemon Sluiter /  Peter Wessels con il punteggio di 6–7, 6–2, 7–6